# 宮崎駿 (小惑星)
宮崎駿（みやざきはやお、8883 Miyazakihayao）は、メインベルトに位置する小惑星。

## 概要
宮崎駿はメインベルトの小惑星である。1994年1月16日に小林隆男によって群馬県邑楽郡大泉町からの観測で発見された。軌道長半径が2.27 au、軌道離心率が0.02、軌道傾斜角が2.5度という特徴を持っている。
アニメ映画監督の宮崎駿に因んで命名されている。